# Montes Pilis
Los montes Pilis son una región montañosa en la montañas medias transdanubianas con un bello paisaje. Su pico más alto es el Pilis con 756 m s. n. m. Es un popular lugar de vacaciones en Hungría.

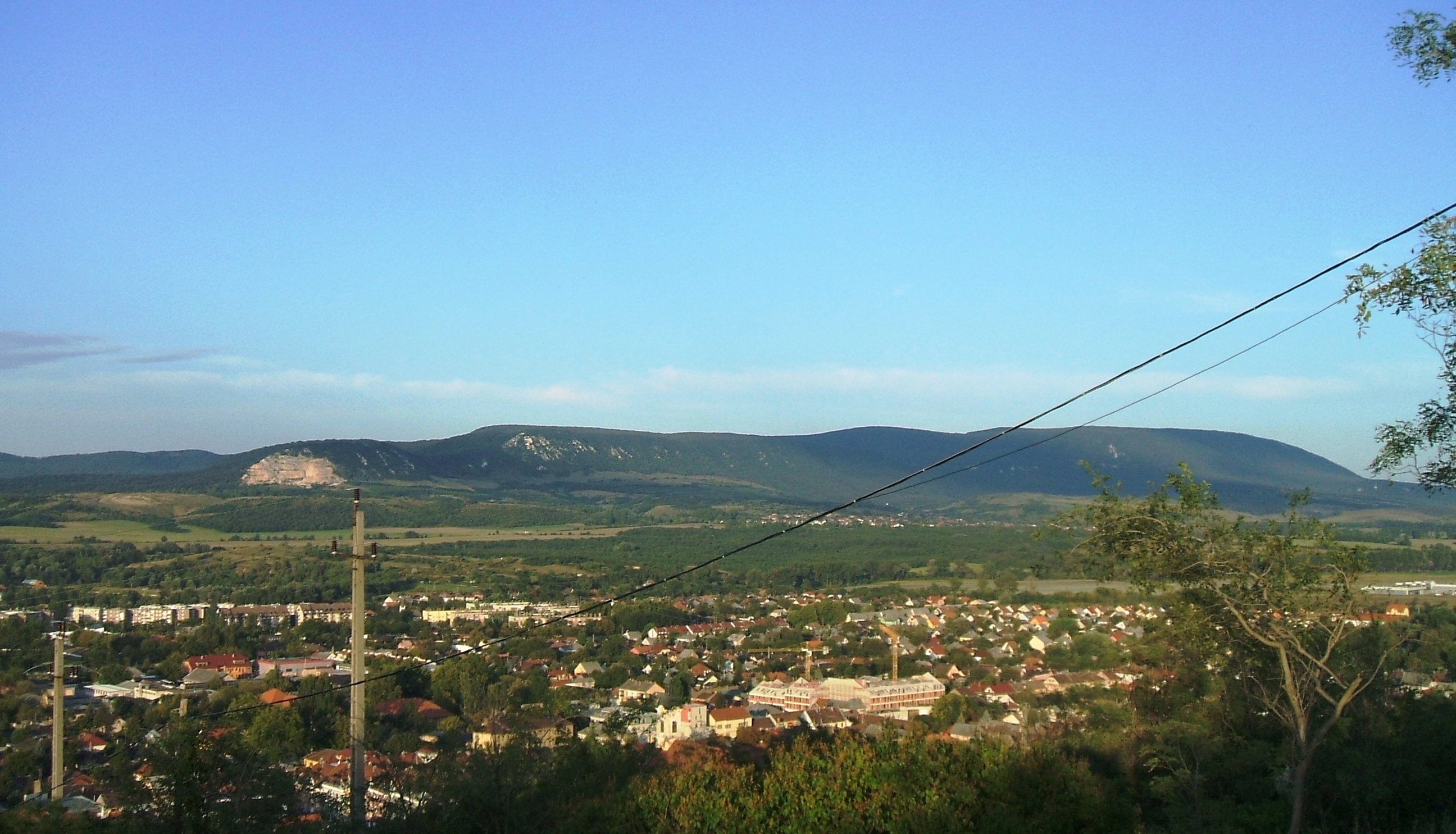
Los montes Pilis desde Dorog